# Joaquim Alberto Silva
Joaquim Alberto Silva   (Luanda, 4 de març de 1974 - Alverca do Ribatejo, 15 d'abril de 2019) més conegut com a Quinzinho, fou un futbolista d'Angola. Va ser internacional pel seu país.
Va començar a destacar com a promesa del FC Porto, però no va tenir continuïtat, tot iniciant un recorregut per diversos equips més modestos de la lliga portuguesa. A la temporada 99/00 va jugar al Rayo Vallecano de la competició espanyola. Entre 2003 i 2010 va militar a la lliga xinesa. Va treballar de preparador físic fins a la seva mort en 2019.